# 四国中央市立川之江南中学校
四国中央市立川之江南中学校（しこくちゅうおうしりつ かわのえみなみちゅうがっこう）は、愛媛県四国中央市上分町にある中学校。

## 通学区域
- 四国中央市上分町、金田町金川・半田・三角寺、下川町、柴生町、川滝町下山・領家、妻鳥町（一部）、金生町下分（一部）

## 通学区域内の小学校
- 四国中央市立上分小学校（全域）
- 四国中央市立南小学校（全域）
- 四国中央市立川滝小学校（全域）
- 四国中央市立金生第一小学校（一部）
- 四国中央市立妻鳥小学校（一部）

## 沿革
- 1964年 - 金生中学校、上分中学校、金田中学校、川滝中学校を統合、川之江市立南中学校となる。
- 1966年
  - 3月 - 校舎落成・移転。
  - 4月 - 実質統合。　技術教室、一般倉庫、体育倉庫建築完成。
- 1968年 - プール新設。
- 1970年 - 前庭・中庭・裏庭完成。
- 1976年 - 体育倉庫、柔剣道場（錬心館）完成。
- 1987年 - 校舎改築。第1音楽室改装工事。外壁塗装。
- 1988年 - 第2音楽室改装工事。第3理科室・2F東西の廊下タイル張りえ。
- 1989年 - 第1音楽室・第2音楽室屋上防水工事。職員室照明改修。
- 1990年 - 普通教室行事黒板改修。
- 1992年 - 給食室工事完成。校門～校舎入り口通路舗装。コンピュータ室完成。
- 1993年 - 開校30周年記念碑建立。
- 1995年 - 体育館全面改修。体育館前庭改修。裏門時計設置。
- 1999年 - 調理室改修工事。
- 2001年 - 技術室建て替え工事。
- 2004年 - 市町村合併により四国中央市立川之江南中学校と校名変更。1～3F東トイレ改修工事。
- 2008年 - 中庭生徒用昇降口に壁面画を制作。
- 2009年 - 中庭に愛媛バラ会から寄贈されたバラを植えるバラ園を新設。

## 委員会
生徒会本部を中心に、下記の8の委員会がある。
- 学級委員会
- 生活安全委員会
- 広報委員会
- 図書委員会
- 給食委員会
- 保健委員会
- 学習委員会
- 美化委員会

## 部活動

### 運動部
- 野球部
- サッカー部
- 陸上競技部
- 男子ソフトテニス部
- 女子ソフトテニス部
- 男子バスケットボール部
- 女子バスケットボール部
- 男子バレーボール部
- 女子バレーボール部
- 男子卓球部
- 女子卓球部
- 柔道部
- 剣道部
- 水泳競技部

### 文化部
- 吹奏楽部（全国アンサンブルコンテスト）
- 美術部
- 読書文芸部
- 演劇部

## 通学区域内
- 四国中央市立上分小学校
- 四国中央市立南小学校
- 四国中央市立川滝小学校
- 四国中央市立妻鳥小学校
- 四国中央警察署金田駐在所
- 四国中央警察署川滝駐在所
- 松山自動車道三島川之江インターチェンジ
- 松山自動車道上分パーキングエリア
- 川之江ジャンクション
- 川之江東ジャンクション
- 国道192号
- 国道11号川之江三島バイパス
- 愛媛県道5号川之江大豊線
- 愛媛県道124号上分三島線
- 愛媛県道333号三島川之江港線
- 由霊山三角寺（四国八十八箇所65番札所）
- 椿堂（常福寺：四国別格二十霊場14番霊場）
- 東宮山古墳（木梨軽皇子の墓、陵墓参考地）

## アクセス
- JR四国川之江駅からせとうちバス三島医療センター・三島中央経由新居浜住友病院前行き、または七田行きで12 - 14分、上分で下車後、徒歩5分。

## 通学区域が隣接している学校
- 四国中央市立川之江北中学校
- 四国中央市立三島東中学校
- 四国中央市立新宮小中学校
- （徳島県）三好市立池田中学校
- （香川県）観音寺市立大野原中学校